# Bonita Granville
Bonita Granville (født 2. februar 1923, død 11. oktober 1988) var en amerikansk tv- og filmskuespiller. I årene 1938-1939 spillede hun pigedetektiven Kitty Drew i fire film, som blev noget af et gennembrud. Hun medvirkede i over 80 film og tv-produktioner.
Hun har en stjerne for sine bidrag til film på Hollywood Walk of Fame på 6607 Hollywood Blvd.